# Stephan Komandarev
Stephan Komandarev, né le 28 septembre 1966 à Sofia, est un réalisateur, producteur et scénariste bulgare.
Il commence à travailler dans le cinéma à la fin des années 1990, en réalisant plusieurs courts métrages qui le font connaître dans des festivals bulgares et français. En 2000, il réalise Dog's Home, son premier long métrage de fiction, et l'année suivante, il crée la société de production Argo Film. En 2002 et 2003, Stephan Komandarev réalise deux longs métrages documentaires, avant de terminer son deuxième long métrage de fiction en 2008 : The World Is Big. Ce road movie, tourné avec Carlo Ljubek et Miki Manojlović, est distribué internationalement et permet à Stephan Komandarev d'être présélectionné pour l'Oscar du meilleur film en langue étrangère, aux États-Unis.
Dans les années 2010, Stephan Komandarev continue de tourner des documentaires. En 2014 et en 2017, il réalise deux longs métrages de fiction qui abordent des problèmes de société de façon très réaliste. Le premier s'intitule Sadilishteto et évoque la crise migratoire en Europe. Le deuxième est Taxi Sofia, un film choral sur le quotidien tragique des sofiotes, en Bulgarie. Il est projeté dans la section « Un certain regard » lors du 70e Festival de Cannes.
Stephan Komandarev est membre de l'Association des réalisateurs et producteurs bulgares. Il est également membre de l'Académie européenne du cinéma.

## Biographie

### Les débuts du réalisateur
Stephan Komandarev est né en 1966 à Sofia. En 1993, il étudie à l'Université de médecine de la capitale bulgare. Il travaille pendant quatre ans comme psychiatre dans une clinique pour enfants. En 1998, il obtient un diplôme dans la filière « réalisation cinéma et télévision » de la Nouvelle Université Bulgare de Sofia. Son premier court métrage, intitulé Duel, est réalisé en 1996. The Balloon, son deuxième court métrage, remporte le prix du meilleur film au Festival du film étudiant de Sofia et le prix du public au Festival du film de fin d'études de Poitiers, en France. Il est également présenté au Festival du cinéma méditerranéen de Montpellier. Son dernier court métrage étudiant s'intitule Casual Cups.
Entre 1998 et 2001, il réalise une série de soixante-cinq épisodes pour l'émission télévisée Monday 8½, consacrée à l'histoire du cinéma bulgare. Son premier long métrage de fiction, intitulé Dog's Home, est réalisé en 2000. Ce film raconte l'histoire d'une chanteuse d'opéra vieillissante qui essaie de séduire un jeune homme de vingt ans. Le réalisateur définit son film en ces termes : « C'est une tragi-comédie sur des gens qui ne sont pas de la même génération. Ils partagent la même passion pour les rêves et la fantaisie. […] Selon moi, Dog's Home est un film optimiste. » Il remporte le prix du meilleur premier film au Festival du film Golden Rose de Varna, en Bulgarie. Il est également sélectionné au Forum international du Nouveau Cinéma du Festival international du film de Berlin, au Festival international du film de Varsovie et au Festival des films du monde de Montréal.
En 2001, Stephan Komandarev crée la société de production Argo Film. La même année, il réalise un court métrage musical intitulé Please, Shut-Up Band, ainsi qu'un court métrage documentaire intitulé The Way of Harmony. En 2002, il réalise un premier long métrage documentaire intitulé Bread over the Fence. Ce film montre deux villages bulgares dont la population est majoritairement catholique. Les habitants vivent en harmonie avec leurs voisins orthodoxes et musulmans. Bread over the Fence remporte le prix du meilleur documentaire d'Europe de l'Est au Festival DOK Leipzig, en Allemagne. En 2003, il réalise Alphabet of Hope, un documentaire sur des enfants bulgares et turcs qui doivent faire 140 km par jour pour aller à l'école. Il remporte le prix du meilleur documentaire au Festival du film Golden Rython, en Bulgarie.

### The World Is Big, un film distribué internationalement
En 2008, il réalise son deuxième long métrage de fiction, intitulé The World Is Big. Stephan Komandarev a mis huit ans pour concevoir ce film et il a imaginé dix-sept versions du scénario avant de pouvoir le tourner. Le film est une coproduction bulgare, allemande, hongroise, serbe et slovène. Inspiré d'un roman autobiographique de l'écrivain d'origine bulgare Ilija Trojanow, The World Is Big raconte l'enfance d'Alex dans la Bulgarie des années 1980. Toutefois, ses parents et lui émigrent vers l'Europe de l'Ouest pour des raisons politiques. Vingt-cinq ans plus tard, Alex se réveille dans un hôpital allemand. Il est devenu amnésique à la suite d'un accident de voiture qui a coûté la vie à ses parents. Bai Dan, le grand-père d'Alex, le rejoint en Allemagne. Cet ancien champion de backgammon l'emmène en voyage sur un tandem jusqu'en Bulgarie pour l'aider à retrouver sa mémoire. Le personnage principal du film est alors à la recherche de ses origines. Selon Stephan Komandarev, l'amnésie d'Alex est une métaphore de la question de l'identité. Le réalisateur déclare à ce propos : « Le message du film c'est que le monde est vaste et que le salut peut venir de partout, à partir du moment où tu sais d'où tu viens tu peux aller où tu veux. » The World Is Big est tourné dans quatre pays différents. Alex est interprété par Carlo Ljubek, un Allemand d'origine croate qui a « une vie très proche du personnage » selon Stephan Komandarev. Bai Dan est joué par l'acteur serbe Miki Manojlović, connu pour ses rôles dans les films d'Emir Kusturica.
The World Is Big remporte le prix spécial du jury au Festival international du film de Varsovie en 2008, le prix du public au Festival du film de Taipei en 2009 et le prix du public au Festival du film d'aventures de Valenciennes en 2010. Il est le premier film bulgare à être présélectionné pour l'Oscar du meilleur film en langue étrangère, aux États-Unis. Le film de Stephan Komandarev est distribué dans quatrevingt-treize pays. En France, il est distribué par Épicentre Films et sort dans les salles de cinéma le 9 juin 2010. Les critiques françaises sont mitigées. Pierre Ancery du Figaro écrit que « le réalisateur varie suffisamment les lieux et les situations pour maintenir l'intérêt du spectateur pendant près de deux heures », tandis que Marine Bénézech du site internet À voir, à lire parle d'« une œuvre pudique et délicate, bercée par la traversée initiatique à travers l'Europe du personnage principal. » Néanmoins, Jacques Morice de Télérama n'aime pas les « chromos sentimentalistes » du film, bien qu'il apprécie l'interprétation de Miki Manojlović, « parfait en mentor libre et bouillonnant », dit-il. Dans Positif, Alain Masson donne un avis catégorique : « La fantaisie et l'exagération sont elles-mêmes si contraintes que rien ne trouble la platitude de cette œuvre, dont chaque séquence est aussi interminable que l'ensemble. » Pourtant, le réalisateur Stephan Komandarev dit qu'il « [a] voulu présenter les choses avec émotions et authenticité ».

### Des documentaires et des films de fiction réalistes
Après avoir réalisé un court métrage de fiction de six minutes intitulé War, il réalise et produit en 2009 un troisième long métrage documentaire intitulé The Town of Badante Women. Ce film s'intéresse à Varchets, un village bulgare où la majorité des femmes ont immigré en Italie, laissant seuls leurs enfants et leurs maris. Le critique américain Jay Weissberg écrit dans Variety que « Komandarev maintient un bon équilibre entre le point de vue des hommes et des femmes, en se focalisant sur quelques familles tout en montrant des scènes de vie au village pour souligner ses difficultés. » En 2010, il réalise un court métrage documentaire intitulé The Bloodbath Wedding in the City of Ruse. Dans ce film, Stephan Komandarev revient sur un conflit interethnique survenu dans la ville bulgare de Roussé en 1910. La même année, il fait partie du jury du Grand prix du court métrage au Festival du cinéma méditerranéen de Montpellier. En 2012, il tourne Volunteers avec Svetoslav Draganov. Il s'agit d'un court métrage documentaire sur le bénévolat en Bulgarie.
En 2014, Stephan Komandarev réalise son troisième long métrage de fiction, intitulé Sadilishteto. Mityo, le personnage principal du film, a perdu sa femme et son travail. Son fils Vasko ne lui fait plus confiance. Pour racheter ses erreurs, Mityo s'engage alors à introduire clandestinement des migrants de Syrie en Bulgarie, en passant par les montagnes. Sadilishteto est tourné dans le massif des Rhodopes, au sud-ouest de la Bulgarie. Stephan Komandarev est revenu sur les lieux de tournage de ses premiers documentaires : Bread over the Fence et Alphabet of Hope. Le projet du film commence en 2008 et douze versions du scénario sont écrites. Le budget s'élève à 1,8 million de dollars et le film est coproduit par la Bulgarie, l'Allemagne, la Croatie et la Macédoine,. Nellie Andreeva et Anthony D'Alessandro du site internet Deadline mettent en rapport la coproduction européenne avec le sujet du film : « Tout cela amène à penser que la situation des migrants ne repose pas sur les épaules d'un seul pays, mais dépend de la responsabilité de plusieurs pays dans l'Union européenne. » Avec Sadilishteto, Stephan Komandarev relie l'immigration syrienne des années 2010 à l'exil des transfuges communistes dans les années 1990. Mais cette fois, alors que les anciens communistes fuyaient l'Europe de l'Est par les montagnes, les migrants se dirigent en direction de l'Union européenne, qui est comme une « Terre Promise » pour eux. « Cette étrange corrélation entre ces deux périodes temporelles dans le même lieu m'a inspiré pour faire ce film », déclare le réalisateur bulgare. L'acteur serbe Miki Manojlović tourne à nouveau devant la caméra de Stephan Komandarev, en incarnant Le Capitaine. Assen Blatechki joue Mityo et Ovanes Torosian est le jeune Vasko. En 2016, Sadilishteto représente la candidature de la Bulgarie pour l'Oscar du meilleur film en langue étrangère, mais il n'est pas présélectionné. Néanmoins, en 2014, le film est présenté au Festival international du film de São Paulo, au Brésil, et au Arras Film Festival, en France. En 2016, il est également sélectionné au Festival international du film de Palm Springs, aux États-Unis. Les critiques américaines sont d'ailleurs positives. Dans The Hollywood Reporter, Stephen Dalton écrit que « Komandarev et son chef opérateur Krasimir Andonov filment avec un style précis et concis, en alternant des gros plans tournés à l'épaule avec des plans d'ensemble très classiques sur le paysage. »
En 2016, Stephan Komandarev réalise un quatrième long métrage documentaire intitulé Sailor Stories. Il fait le portrait de plusieurs marins qui naviguent sur la Mer Noire. La même année, il réalise un court métrage documentaire intitulé Of Grateful Descendants sur un homme qui prend soin des tombes de personnalités bulgares. En parallèle, Stephan Komandarev et sa société Argo Film coproduisent avec la France et la Roumanie le long métrage Dogs du Roumain Bogdan Mirică. En 2018, Stephan Komandarev participe au documentaire collectif Occupation 1968, qui revient sur l'invasion de la Tchécoslovaquie par les armées bulgare, est-allemande, hongroise, polonaise et soviétique en août 1968. Ces cinq nationalités sont représentées par différents cinéastes qui font le portrait de soldats ayant participé à cet événement. Stephan Komandarev tourne un court métrage de vingt-six minutes intitulé An Unnecessary Hero. Il raconte l'histoire de Nikolay Tsekov, un jeune sergent bulgare qui renonce à occuper la Tchécoslovaquie et qui est assassiné au cours de sa désertion par trois individus tchèques.

### Une trilogie sur la Bulgarie et l'Europe
À partir de 2017, le réalisateur imagine une « trilogie sur les inégalités sociales et la détresse morale qui gangrènent la Bulgarie et, plus largement, l'Europe ». Son premier volet, intitulé Taxi Sofia (Directions en anglais), est présenté en avant-première dans la section « Un certain regard » du 70e Festival de Cannes. Ce film nous plonge dans le quotidien tragique de six chauffeurs de taxi, qui circulent dans les rues de Sofia,. Cette coproduction bulgare, allemande et macédonienne s'inspire de faits réels et d'une histoire courte de l'écrivain russe Anton Tchekhov. L'équipe de Stephan Komandarev tourne à l'intérieur des taxis avec une petite caméra numérique, ce qui donne au film un fort aspect documentaire. Le réalisateur explique d'ailleurs lors d'une interview qu'il veut « présenter une image vraie de ce qui se passe aujourd'hui en Bulgarie et en Europe. » À la suite de la projection du film à Cannes, le journaliste Philippe Lagouche écrit dans La Voix du Nord que « [les] chauffeurs de taxi errent dans la nuit, rêvant d’emprunter une nouvelle direction, celle qui conduit vers un avenir meilleur. Le taxi, véritable caisse de résonance des plaies contemporaines ! » Julien Gester de Libération pense que, même s'il évoque des sujets difficiles, « le film de Komandarev parvient à prêter chair et nuances à chacune des touches humaines qui composent sa fresque édifiante ». Selon Isabelle Regnier du Monde, Taxi Sofia décrit une Bulgarie en plein chaos, au bord de l’implosion, gangrenée par la pauvreté, la corruption et la violence.
Taxi Sofia sort au cinéma le 11 octobre 2017 en France et est distribué par Rezo Films.
Ce premier épisode est suivi de Rounds sur des agents de polices sofiotes. Stephan Komandarev explique sa démarche en ces termes : « Ma première profession était médecin et avant de donner un traitement, je devais obligatoirement poser un diagnostic. Aujourd'hui, j'essaie de faire la même chose avec mes films, et en particulier celui-ci. Je présente les événements et les problèmes tels qu'ils se produisent afin d'inciter les spectateurs à chercher des solutions, si tant est qu'il reste encore de l'espoir. » Le troisième volet de la trilogie n'est pas encore sorti au cinéma.

## Filmographie
- Longs métrages
  - 2000 : Dog's Home (Pansion za Kucheta)
  - 2002 : Bread over the Fence (Hlyab nad Ogradata)
  - 2003 : Alphabet of Hope (Azbuka na Nadejdata)
  - 2008 : The World Is Big (Svetat e Golyam i Spasenie Debne Otvsyakade)
  - 2009 : The Town of Badante Women (Gradat na Jenite Badante)
  - 2014 : Sadilishteto
  - 2016 : Sailor Stories (Moryachki Istorii)
  - 2017 : Taxi Sofia (Posoki)
  - 2019 : Rounds (В кръг)
  - 2021 : Life from Life (Живот от Живота)
  - 2023 : Blaga's Lessons

- Courts métrages
  - 1996 : Duel
  - 1997 : The Balloon
  - 1998 : Casual Cups
  - 2001 : Please, Shut-Up Band
  - 2001 : The Way of Harmony
  - 2008 : War
  - 2010 : The Bloodbath Wedding in the City of Ruse
  - 2012 : Volunteers avec Svetoslav Draganov
  - 2016 : Of Grateful Descendants
  - 2018 : An Unnecessary Hero (Felesleges hős), épisode d'Occupation 1968 (Megszállás 1968)

- Émission télévisée
  - 1998 – 2001 : Monday 8½, 65 épisodes

## Récompense
- Festival international du film de Karlovy Vary 2023 : Globe de cristal pour Blaga's Lessons[42]